# Городищенський маслозавод
Городищенський маслозавод — підприємство харчової промисловості у місті Городище Городищенського району Черкаської області.

## Історія

### 1928 - 1991
Молочний завод у селищі Городище Київської області було створено відповідно до першого п'ятирічного плану розвитку народного господарства СРСР та розпочав роботу у 1928 році. Потужності заводу спочатку дозволяли переробляти 25 тонн молока за зміну .
Під час Великої Вітчизняної війни з 30 липня 1941 року до 9 лютого 1944 року селище знаходилося під німецькою окупацією.
Після війни маслозавод був відновлений і відновив роботу , основним видом продукції підприємства в цей час було вершкове масло.
В 1948 на заводі було встановлено нове обладнання .
З січня 1954 року завод належить до підприємств Черкаської області.
У 1959 – 1962 роки завод був повністю реконструйований, його переробна потужність була збільшена до 75 тонн молока за зміну. Після цього підприємство отримало нову назву - Городищенський дослідно-експериментальний маслозавод .
Виробничий план восьмої п'ятирічки (1966 - 1970 рр.) завод виконав достроково (за основними продуктами - 30 серпня 1970 року, з усіх видів продукції - 4 грудня 1970 року). Всього до кінця 1970 року завод зробив 625 тонн вершкового масла.
У 1980-ті роки підприємство входило до складу Черкаського молокозаводу.
У радянські часи маслозавод входив до числа найбільших підприємств міста    .

### Після 1991
Після проголошення незалежності України державне підприємство було перетворено на відкрите акціонерне товариство . Власником заводу стала група компаній "Агрополіс".

## Сучасний стан
Підприємство виробляє вершкове масло, плавлені сири та інші молочні продукти.